# Saint-Jean-d’Estissac
Saint-Jean-d’Estissac ist eine französische Gemeinde mit 158 Einwohnern (Stand 1. Januar 2022) im Département Dordogne in der Region Nouvelle-Aquitaine (vor 2016: Aquitanien). Die Gemeinde gehört zum Arrondissement Périgueux (bis 2016: Bergerac) und zum Kanton Périgord Central.
Der Name in der okzitanischen Sprache lautet Sent Joan d’Estiçac und leitet sich von Johannes dem Täufer ab. Der Zusatz „Estissac“ stammt vermutlich von einem Landgut, das in gallorömischer Zeit einem „Asticius“ gehörte.
Die Einwohner werden Estissacois und Estissacoises genannt.

## Geographie
Saint-Jean-d’Estissac liegt etwa 25 Kilometer südwestlich von Périgueux und etwa 20 Kilometer nördlich von Bergerac im Gebiet Landais der historischen Provinz Périgord.
Umgeben wird Saint-Jean-d’Estissac von den sechs Nachbargemeinden:
| Saint-Séverin-d’Estissac | Vallereuil                                  | Grignols    |
|                          | Kompassrose, die auf Nachbargemeinden zeigt | Villamblard |
| Issac                    | Saint-Hilaire-d’Estissac                    |             |

Die Gemeinde liegt in einem bewaldeten Gebiet. 75 Prozent der Fläche ist mit Wald bedeckt.
Saint-Jean-d’Estissac liegt im Einzugsgebiet des Flusses Dordogne.
Der Estissac und die Crempsoulie sind Nebenflüsse der Crempse und entspringen auf dem Gebiet der Gemeinde. Ebenso wird Saint-Jean-d’Estissac durch Nebenflüsse des Jaurès, den Bernou und den Loumagne, bewässert. Die Quelle des Bernou liegt dabei auf dem Gemeindegebiet.

## Einwohnerentwicklung
Nach Beginn der Aufzeichnungen stieg die Einwohnerzahl in der Mitte des 19. Jahrhunderts auf einen Höchststand von rund 585. In der Folgezeit sank die Größe der Gemeinde bei kurzen Erholungsphasen bis zu den 1990er Jahren auf rund 110 Einwohner, bevor sich eine Phase moderatem Wachstums einstellte, die bis heute anhält.
| Jahr      | 1962 | 1968 | 1975 | 1982 | 1990 | 1999 | 2006 | 2011 | 2022 |
| --------- | ---- | ---- | ---- | ---- | ---- | ---- | ---- | ---- | ---- |
| Einwohner | 155  | 145  | 132  | 147  | 111  | 125  | 146  | 154  | 158  |

## Sehenswürdigkeiten
- Pfarrkirche Saint-Jean-Baptiste aus dem 13. Jahrhundert
- Schloss La Beylie aus dem 17. Jahrhundert
- Schloss La Poncie aus dem 17. Jahrhundert
- Herrenhaus Saint-Jean-d’Estissac aus dem 17. Jahrhundert
- Hospiz Malrigou, Festes Haus aus dem 17. Jahrhundert, als Monument historique eingeschrieben

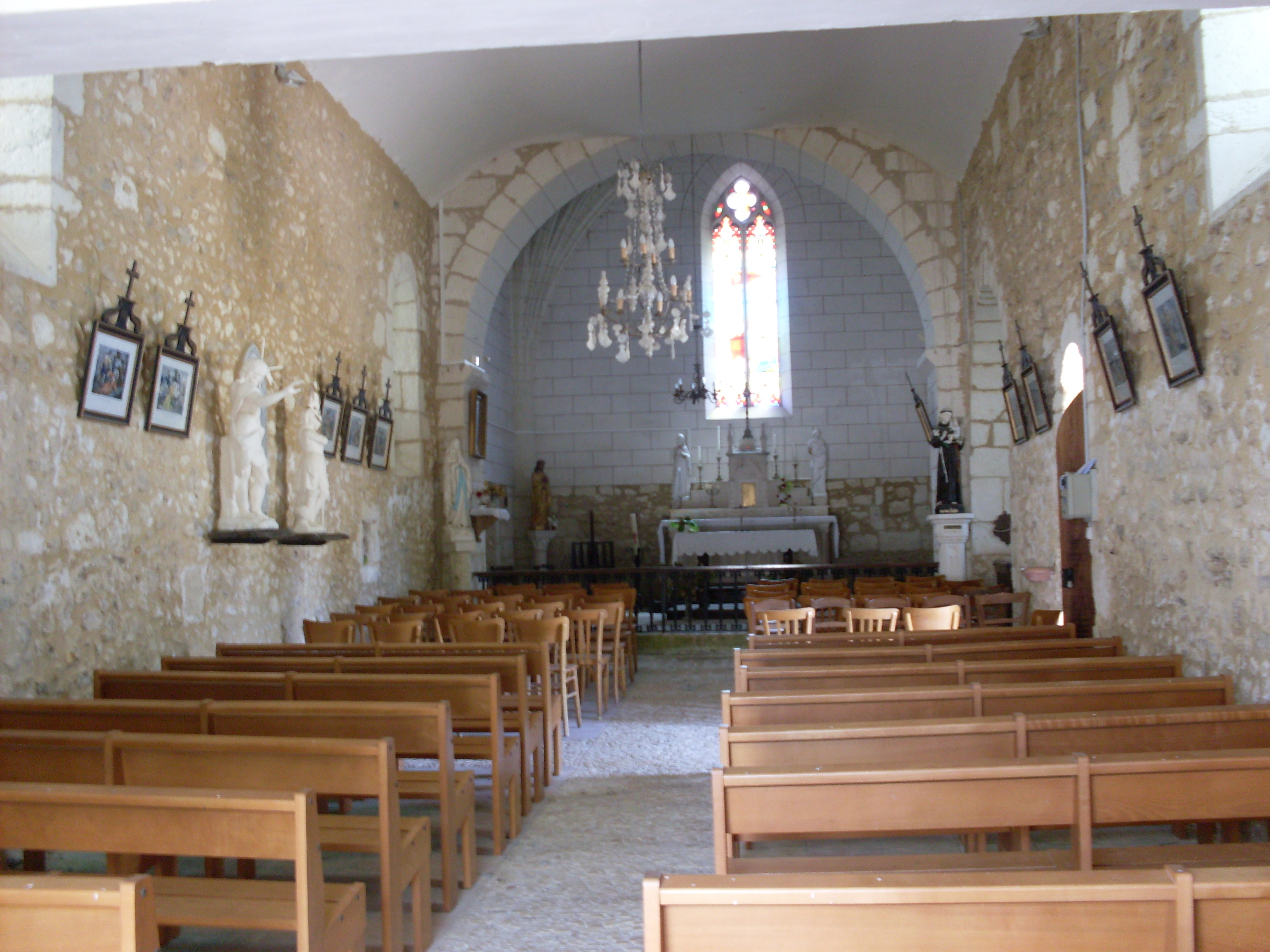
Pfarrkirche Saint-Jean-Baptiste, Blick auf den Chor
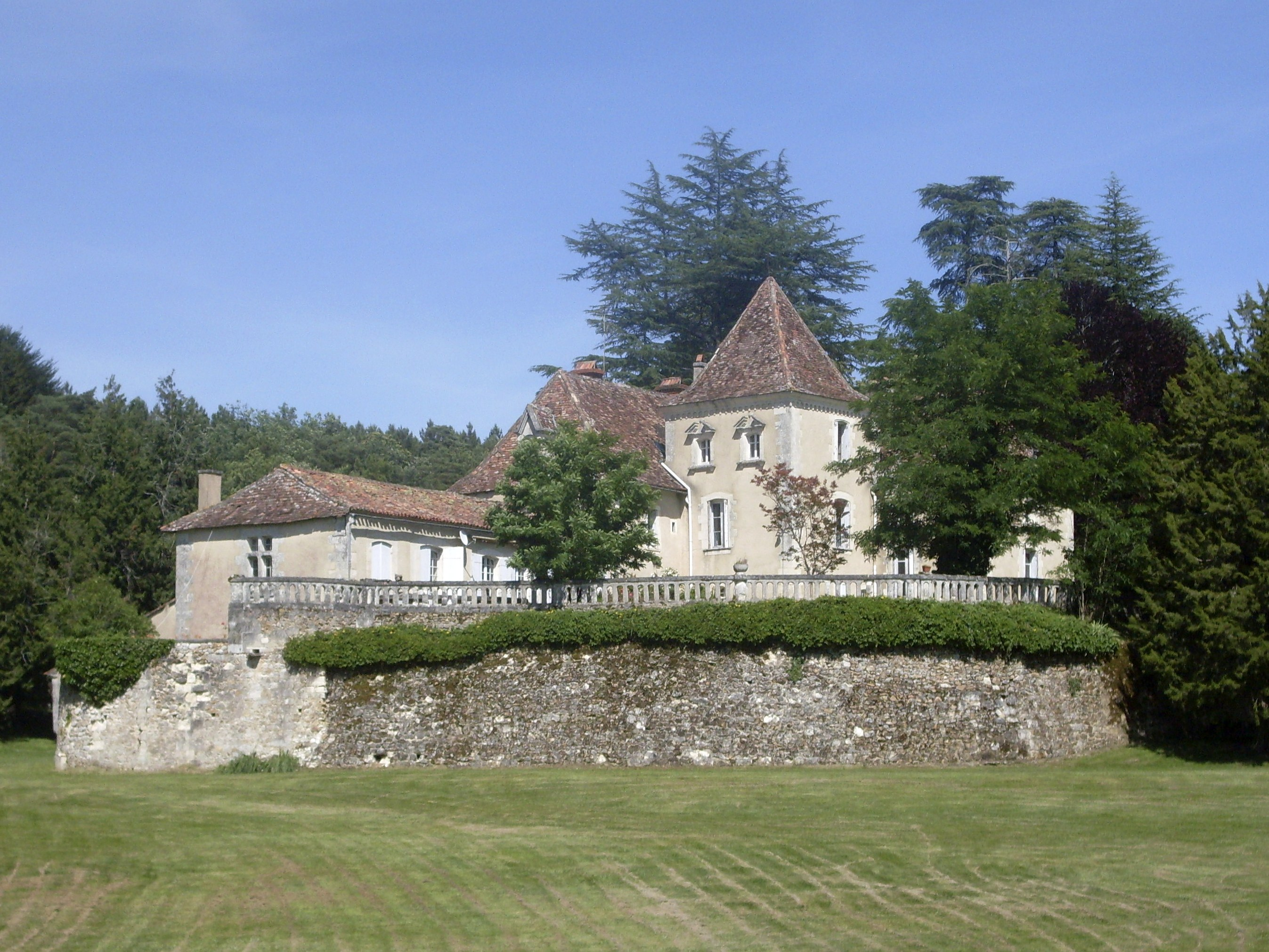
Schloss La Beylie
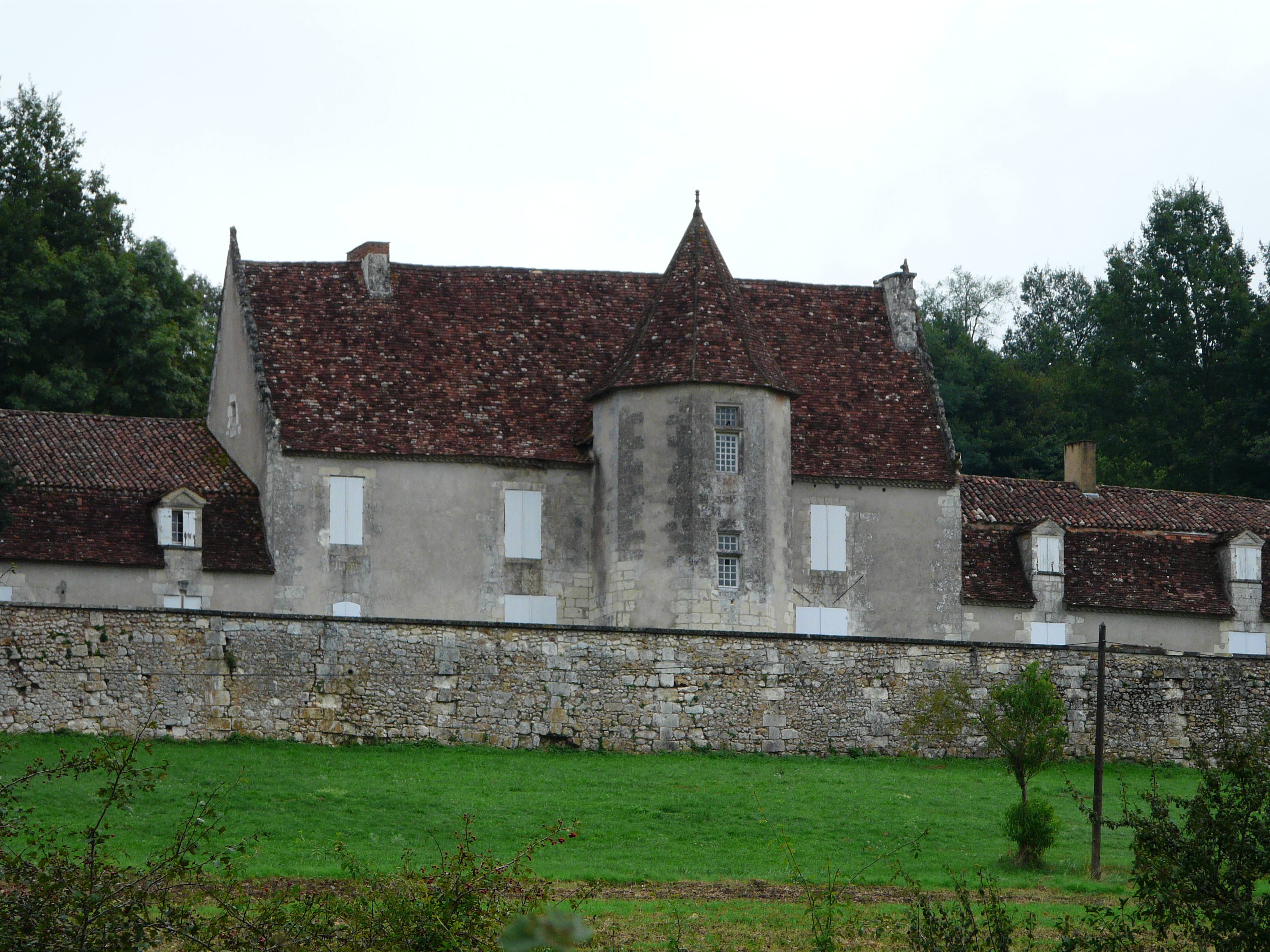
Schloss La Poncie
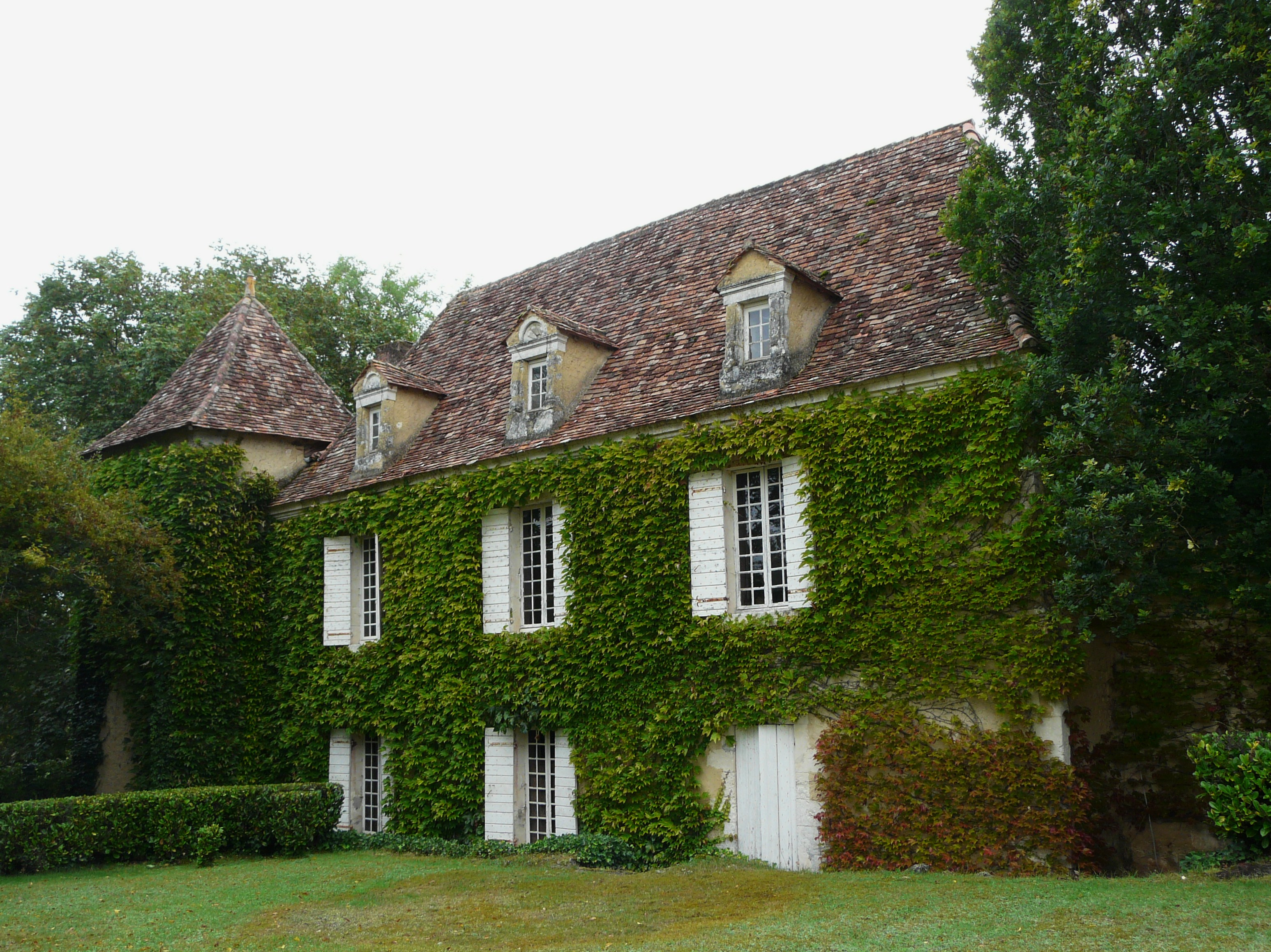
Hospiz Malrigou

## Wirtschaft und Infrastruktur

### Verkehr
Saint-Jean-d’Estissac ist erreichbar über die Route départementale 39 sowie über Nebenstraßen, die von der Route départementale 107 abzweigen.

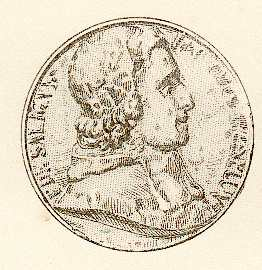
Medaillon mit Jean-Baptiste-Augustin de Salignac-Fénelon

## Persönlichkeiten
Jean-Baptiste-Augustin de Salignac-Fénelon, geboren am 30. August 1714 auf dem Schloss La Poncie, gestorben am 7. Juli 1794 in Paris durch die Guillotine, war ein Großneffe von François Fénelon. Er war der letzte Prior von Saint-Sernin-du-Bois und später Schlosskaplan der französischen Königin Maria Leszczyńska.